# 大埔官立中學

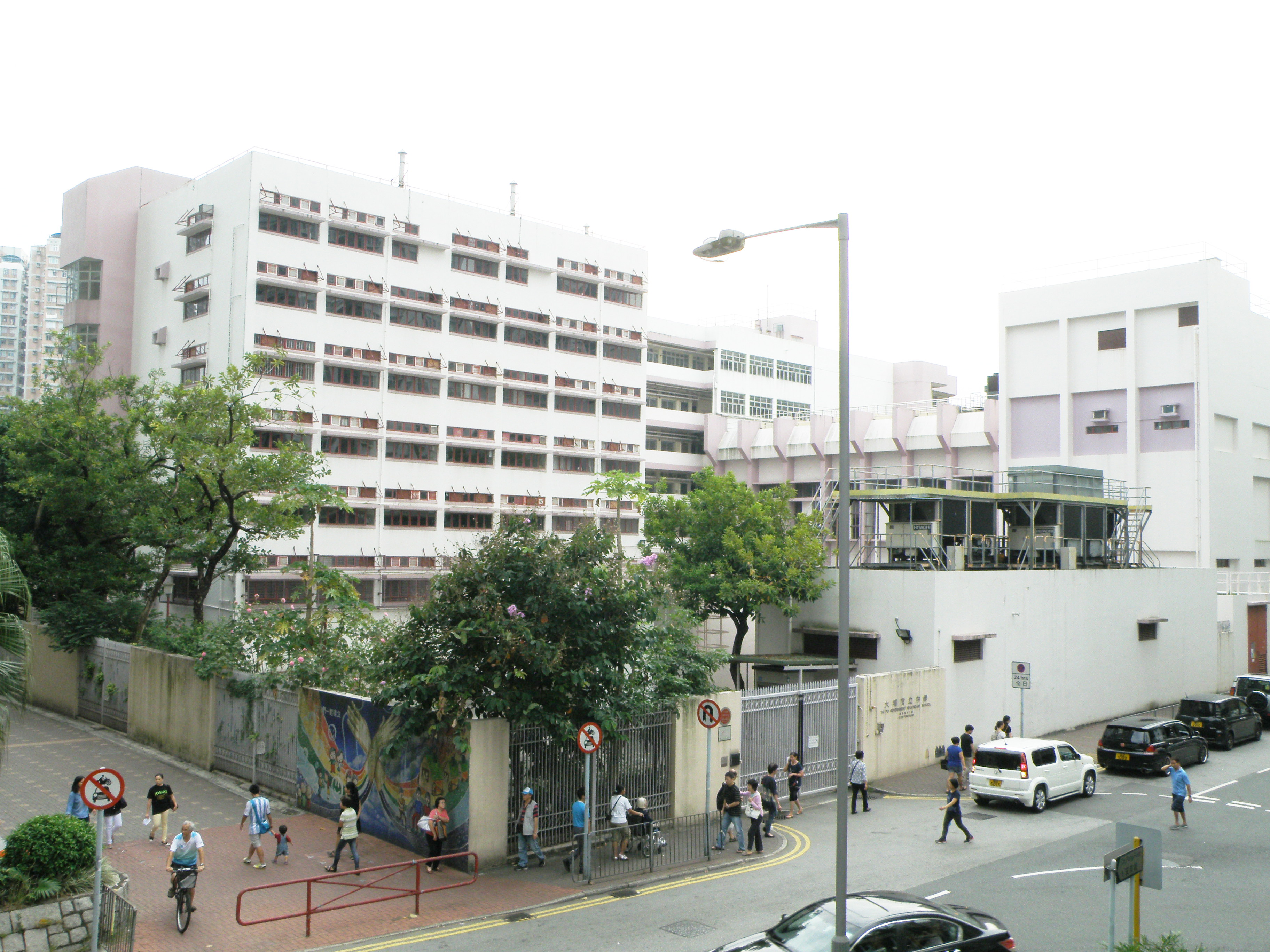
大埔官立中學北面

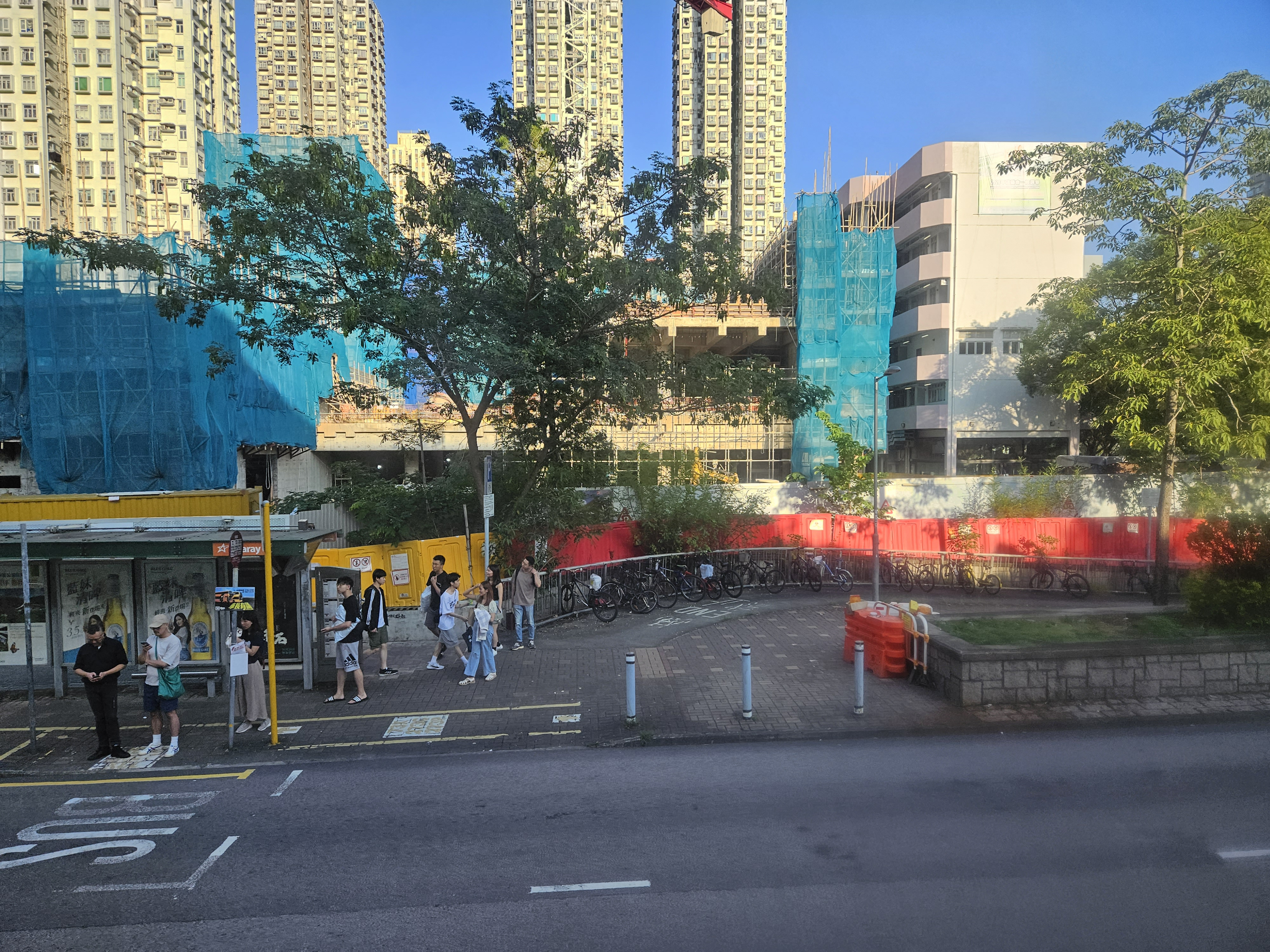
改建中之大埔文娛中心（2023年10月）

大埔官立中學（英語：Tai Po Government Secondary School），是香港一所已停辦的官立中學，創立於1984年9月。該校一直以英語為教學語言。到1996/97學年為響應母語教學，當時中一五班之中只開了一班以英文為教學語言的中一班。到1998/99學年起，所有中一新生均以中文作教學語言。
該校已於2013/14年度學年完結後結束。2019年，校舍經改造後成為香港藝術發展局大埔藝術中心藝術工作室，為本地表演藝術團體及藝術家提供創作空間，支持業界發展。
大埔官立中學在校學生約360人，分佈於9個班別。2011/12 學年各有中四2班，中五3班，中六4班及中七2班。待2013/14學年中六班畢業後，大埔官立中學將停辦。

## 歷史
大埔官立中學創立於1984年9月，是一所政府開辦的全日制男女文法官立中學，亦是全港最後一座採用扁對流窗設計的連環型校舍。至2008年政府以收生不足為由，決定自2013/14學年起停辦。後因10/11年度中三級學生希望能留在原校至中六畢業，故把停辦時間推遲一年。惟學生修讀某些科目時需前往新界鄉議局大埔區中學上課。
至2008/09年度大埔官立中學中一至中七有班級22班，分別由自行收生及統一派位途徑錄取。原全校均以英文教學。隨著1997年香港政權移交接近，學校自1996/97學年除中六，中七以及一班中一外，全校以中文教學。惟中一收生日漸減少，2008/09年度只有兩班中一新生，於是政府決定自2009/10學年不再收生，直至2013/14年度學校結束為止。
結束辦學後校舍經過改造，2019年成為香港藝術發展局大埔藝術中心藝術工作室，是大埔區議會選定的社區重點項目。該中心設有展演空間、音樂室、舞蹈室及藝術資源中心等設施，為本地表演藝術團體及藝術家提供創作空間以支持業界發展。

## 著名/傑出校友
- 羅子溢（羅仲謙）：香港男藝人（2001年中五）[註 1]
- 劉瑞祈：香港男子歌唱組合ReVe成員
- 陳志發：香港導演（2007年中五）[2][註 2]
- 張珮詩：香港電影監製
- 江慧楓：香港商業電台助理監製及節目主持
- 邵展鵬：無線電視男藝員
- 林枝衍：香港理工大學紡織及服裝學系助理教授（2004年中七）[3]
- 譚偉國：香港足球運動員[4]

## 參閱
- 香港教育
- 香港中學列表

## 外部連結
- 大埔官立中學

22°27′06″N 114°10′07″E / 22.451540°N 114.168505°E